# DJ Khaled/Auszeichnungen für Musikverkäufe

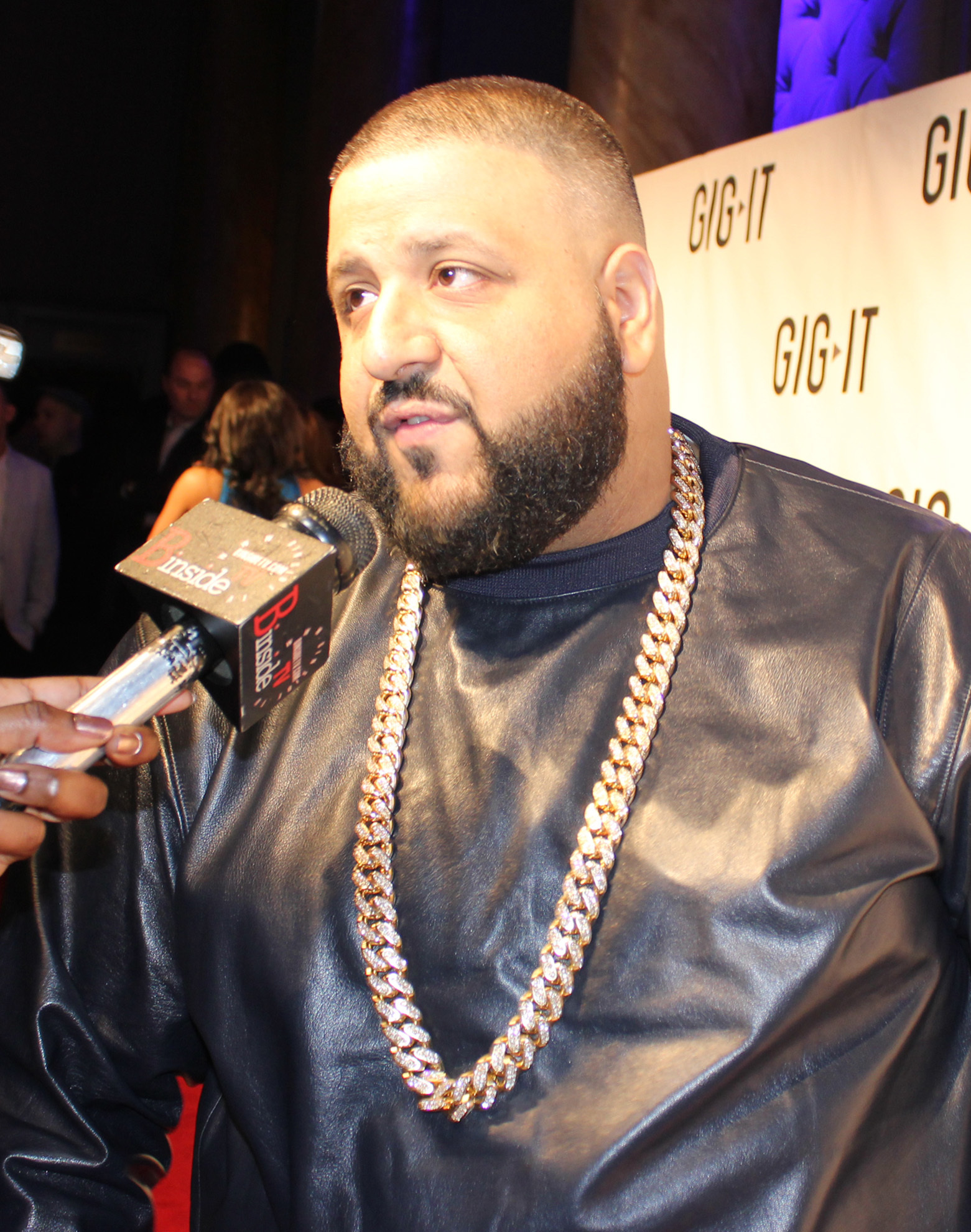
DJ Khaled (2012)

Dies ist eine Übersicht über die Auszeichnungen für Musikverkäufe des US-amerikanischen Musikproduzenten DJ Khaled. Die Auszeichnungen finden sich nach ihrer Art (Gold, Platin usw.), nach Staaten getrennt in chronologischer Reihenfolge, geordnet sowie nach den Tonträgern selbst, ebenfalls in chronologischer Reihenfolge, getrennt nach Medium (Alben, Singles usw.), wieder.

## Auszeichnungen
| - Vereinigtes Königreich - 2019: für die Single All I Do Is Win - 2019: für die Single Do You Mind - 2021: für das Album Father of Asahd - 2021: für die Single Sunshine (The Light) - 2022: für die Single Shining - 2024: für das Album Khaled Khaled - 2024: für das Lied Every Chance I Get - 2025: für die Single Staying Alive - Australien - 2022: für das Lied Wish Wish - 2022: für die Single Shining - 2022: für die Single Gold Slugs - 2022: für das Lied Jealous - Belgien - 2016: für die Autorenbeteiligung Don’t Mind (Kent Jones) - Brasilien - 2020: für das Album Father of Asahd - 2020: für die Single Do You Mind - 2020: für die Single Top Off - 2021: für das Lied Celebrate - 2021: für die Single Greece - 2023: für das Album Khaled Khaled - 2024: für die Single I’m on One - Dänemark - 2022: für die Single Popstar - 2022: für die Single Greece - Deutschland - 2017: für die Autorenbeteiligung Don’t Mind (Kent Jones) - 2023: für die Single Greece - Frankreich - 2018: für das Album Grateful - 2022: für die Single Popstar - 2023: für die Single Greece - Griechenland - 2021: für die Single Popstar - Italien - 2016: für die Autorenbeteiligung Don’t Mind (Kent Jones) - 2019: für die Single No Brainer - 2022: für das Album Grateful - Japan - 2022: für das Streaming I’m the One - Kanada - 2009: für die Single We Takin’ Over - 2010: für die Single Out Here Grindin - 2018: für die Single Top Off - 2019: für das Album Major Key - 2019: für die Single Do You Mind - 2019: für die Single Shining - 2019: für das Album Father of Asahd - 2019: für das Lied Wish Wish - 2019: für die Single Just Us - 2020: für die Single Don’t Quit - 2021: für das Album Khaled Khaled - Mexiko - 2019: für die Single No Brainer - 2019: für die Autorenbeteiligung Don’t Mind (Kent Jones) - Neuseeland - 2016: für die Autorenbeteiligung Don’t Mind (Kent Jones) - 2020: für die Single Popstar - 2020: für das Album Major Key - 2022: für die Single Shining - 2023: für das Album Khaled Khaled - Norwegen - 2011: für das Album Grateful - Österreich - 2017: für die Single Wild Thoughts - 2020: für die Single No Brainer - 2021: für die Single Greece - 2021: für die Single Popstar - Polen - 2017: für die Autorenbeteiligung Don’t Mind (Kent Jones) - 2017: für die Single I’m the One - 2019: für die Single No Brainer - 2021: für die Single Popstar - 2024: für das Album Grateful - Portugal - 2020: für die Single Greece - Schweiz - 2017: für die Autorenbeteiligung Don’t Mind (Kent Jones) - 2018: für das Album Grateful - 2020: für die Single Greece - 2020: für die Single Popstar - 2022: für das Album Khaled Khaled - 2022: für die Single Staying Alive - Singapur - 2019: für das Album Grateful - Spanien - 2024: für die Single Borracho - 2024: für die Single Popstar - Südafrika - 2021: für das Album Khaled Khaled - Vereinigte Staaten - 2008: für die Single I’m So Hood - 2009: für die Single Out Here Grindin - 2016: für die Single How Many Times - 2018: für die Single To the Max - 2018: für die Single Top Off - 2019: für das Album Major Key - 2020: für die Single Cold - 2020: für die Single Higher - 2020: für das Lied Jealous - 2021: für die Single Gold Slugs - 2021: für das Lied Celebrate - 2022: für das Lied I Did It - 2023: für das Lied God Did - 2023: für das Album God Did - 2025: für das Album We the Best Forever - 2025: für die Single I Wish You Would - 2025: für die Single I Wanna Be with You - 2025: für das Lied Beautiful - 2025: für das Lied Let It Go - 2025: für das Lied Sorry Not Sorry - 2025: für die Single Welcome to My Hood - Vereinigtes Königreich - 2022: für die Single For Free - 2022: für die Single Popstar - 2025: für die Single I’m on One | - Australien - 2016: für die Autorenbeteiligung Don’t Mind (Kent Jones) - 2022: für die Single Just Us - 2022: für die Single Greece - Belgien - 2017: für die Single I’m the One - 2017: für die Single Wild Thoughts - Brasilien - 2020: für das Album Grateful - Dänemark - 2019: für das Album Grateful - 2021: für die Single No Brainer - 2022: für die Autorenbeteiligung Don’t Mind (Kent Jones) - Deutschland - 2017: für die Single I’m the One - Griechenland - 2021: für die Single Greece - Italien - 2024: für die Single Popstar - Kanada - 2013: für die Single All I Do Is Win - 2017: für das Album Grateful - 2019: für die Single I Got the Keys - 2020: für die Single Popstar - 2022: für die Single Staying Alive - Neuseeland - 2020: für die Single Do You Mind - 2022: für das Album Grateful - 2022: für die Single For Free - 2022: für die Single Just Us - 2023: für die Single All I Do Is Win - 2025: für das Album Father of Asahd - Norwegen - 2020: für die Single No Brainer - Österreich - 2019: für die Single I’m the One - Portugal - 2021: für die Single Popstar - Schweden - 2016: für die Autorenbeteiligung Don’t Mind (Kent Jones) - Schweiz - 2017: für die Single Wild Thoughts - Spanien - 2017: für die Single I’m the One - 2017: für die Single Wild Thoughts - Südafrika - 2021: für die Single Greece - 2021: für die Single Popstar - Vereinigte Staaten - 2008: für den Mastertone I’m So Hood - 2010: für die Single We Takin’ Over - 2016: für die Single I Got the Keys - 2017: für die Single Shining - 2020: für das Album Father of Asahd - 2021: für die Single Just Us - 2021: für das Lied You Stay - 2022: für das Album Khaled Khaled - 2023: für die Single Hold You Down - 2023: für die Single Staying Alive - 2024: für die Single Dientes (Latin) - 2025: für die Single Take It to the Head - 2025: für die Single No New Friends - Vereinigtes Königreich - 2017: für die Autorenbeteiligung Don’t Mind (Kent Jones) - 2020: für die Single No Brainer - 2021: für die Single Greece - 2025: für die Single Big Energy (Remix) - Deutschland - 2023: für die Single Wild Thoughts - Mexiko - 2020: für die Single Wild Thoughts - 2022: für die Single Popstar - Australien - 2022: für die Single Popstar - 2022: für die Single Do You Mind - Brasilien - 2021: für die Single Popstar - Dänemark - 2019: für die Single I’m the One - 2022: für die Single Wild Thoughts - Italien - 2017: für die Single I’m the One - 2018: für die Single Wild Thoughts - Kanada - 2018: für die Autorenbeteiligung Don’t Mind (Kent Jones) - 2019: für die Single For Free - Mexiko - 2020: für die Single I’m the One - Neuseeland - 2020: für die Single No Brainer - Portugal - 2022: für die Single Wild Thoughts - 2022: für die Single I’m the One - Schweiz - 2018: für die Single I’m the One - Vereinigte Staaten - 2018: für die Autorenbeteiligung Don’t Mind (Kent Jones) - 2022: für das Album Grateful - 2022: für die Single Greece - 2025: für das Lied Wish Wish - Vereinigtes Königreich - 2018: für die Single I’m the One | - Australien - 2023: für die Single Big Energy (Remix) - Brasilien - 2020: für die Single No Brainer - Kanada - 2019: für die Single No Brainer - Norwegen - 2020: für die Single I’m the One - Polen - 2021: für die Single Wild Thoughts - Schweden - 2017: für die Single Wild Thoughts - Vereinigte Staaten - 2015: für die Single All I Do Is Win - 2020: für die Autorenbeteiligung Down in the DM (Yo Gotti) - 2025: für die Single No Brainer - Vereinigtes Königreich - 2022: für die Single Wild Thoughts - Australien - 2022: für die Single No Brainer - Neuseeland - 2021: für die Single I’m the One - Schweden - 2017: für die Single I’m the One - Vereinigte Staaten - 2025: für die Single Do You Mind - 2025: für die Single For Free - 2025: für die Single Popstar - Kanada - 2019: für die Single Wild Thoughts - Vereinigte Staaten - 2025: für die Single I’m on One - 2025: für das Lied Every Chance I Get - Neuseeland - 2025: für die Single Wild Thoughts - Australien - 2022: für die Single Wild Thoughts - Kanada - 2019: für die Single I’m the One - Australien - 2022: für die Single I’m the One - Vereinigte Staaten - 2025: für die Single Wild Thoughts - Vereinigte Staaten - 2022: für die Single I’m the One - Brasilien - 2020: für die Single Wild Thoughts - 2020: für die Single I’m the One - Frankreich - 2017: für die Single Wild Thoughts - 2023: für die Single I’m the One |

## Auszeichnungen nach Alben

### We the Best Forever
| Land/Region               | Auszeichnungen für Musikverkäufe (Land/Region, Auszeichnung, Verkäufe) | Verkäufe |
| ------------------------- | ---------------------------------------------------------------------- | -------- |
| Vereinigte Staaten (RIAA) | Gold                                                                   | 500.000  |
| Insgesamt                 | 1× Gold ·                                                              | 500.000  |

### Major Key
| Land/Region               | Auszeichnungen für Musikverkäufe (Land/Region, Auszeichnung, Verkäufe) | Verkäufe |
| ------------------------- | ---------------------------------------------------------------------- | -------- |
| Kanada (MC)               | Gold                                                                   | 40.000   |
| Neuseeland (RMNZ)         | Gold                                                                   | 7.500    |
| Vereinigte Staaten (RIAA) | Gold                                                                   | 500.000  |
| Insgesamt                 | 3× Gold ·                                                              | 547.500  |

### Grateful
| Land/Region               | Auszeichnungen für Musikverkäufe (Land/Region, Auszeichnung, Verkäufe) | Verkäufe  |
| ------------------------- | ---------------------------------------------------------------------- | --------- |
| Brasilien (PMB)           | Platin                                                                 | 40.000    |
| Dänemark (IFPI)           | Platin                                                                 | 20.000    |
| Frankreich (SNEP)         | Gold                                                                   | 50.000    |
| Italien (FIMI)            | Gold                                                                   | 25.000    |
| Kanada (MC)               | Platin                                                                 | 80.000    |
| Neuseeland (RMNZ)         | Platin                                                                 | 15.000    |
| Norwegen (IFPI)           | Gold                                                                   | 15.000    |
| Polen (ZPAV)              | Gold                                                                   | 10.000    |
| Schweiz (IFPI)            | Gold                                                                   | 10.000    |
| Singapur (RIAS)           | Gold                                                                   | 5.000     |
| Vereinigte Staaten (RIAA) | 2× Platin                                                              | 2.000.000 |
| Insgesamt                 | 6× Gold · 6× Platin ·                                                  | 2.270.000 |

### Father of Asahd
| Land/Region                  | Auszeichnungen für Musikverkäufe (Land/Region, Auszeichnung, Verkäufe) | Verkäufe  |
| ---------------------------- | ---------------------------------------------------------------------- | --------- |
| Brasilien (PMB)              | Gold                                                                   | 20.000    |
| Kanada (MC)                  | Gold                                                                   | 40.000    |
| Neuseeland (RMNZ)            | Platin                                                                 | 15.000    |
| Vereinigte Staaten (RIAA)    | Platin                                                                 | 1.000.000 |
| Vereinigtes Königreich (BPI) | Silber                                                                 | 60.000    |
| Insgesamt                    | 1× Silber · 2× Gold · 2× Platin ·                                      | 1.135.000 |

### Khaled Khaled
| Land/Region                  | Auszeichnungen für Musikverkäufe (Land/Region, Auszeichnung, Verkäufe) | Verkäufe  |
| ---------------------------- | ---------------------------------------------------------------------- | --------- |
| Brasilien (PMB)              | Gold                                                                   | 20.000    |
| Kanada (MC)                  | Gold                                                                   | 40.000    |
| Neuseeland (RMNZ)            | Gold                                                                   | 7.500     |
| Schweiz (IFPI)               | Gold                                                                   | 10.000    |
| Südafrika (RISA)             | Gold                                                                   | 15.000    |
| Vereinigte Staaten (RIAA)    | Platin                                                                 | 1.000.000 |
| Vereinigtes Königreich (BPI) | Silber                                                                 | 60.000    |
| Insgesamt                    | 1× Silber · 5× Gold · 1× Platin ·                                      | 1.152.500 |

### God Did
| Land/Region               | Auszeichnungen für Musikverkäufe (Land/Region, Auszeichnung, Verkäufe) | Verkäufe |
| ------------------------- | ---------------------------------------------------------------------- | -------- |
| Vereinigte Staaten (RIAA) | Gold                                                                   | 500.000  |
| Insgesamt                 | 1× Gold ·                                                              | 500.000  |

## Auszeichnungen nach Singles

### We Takin’ Over
| Land/Region               | Auszeichnungen für Musikverkäufe (Land/Region, Auszeichnung, Verkäufe) | Verkäufe  |
| ------------------------- | ---------------------------------------------------------------------- | --------- |
| Kanada (MC)               | Gold                                                                   | 20.000    |
| Vereinigte Staaten (RIAA) | Platin                                                                 | 1.000.000 |
| Insgesamt                 | 1× Gold · 1× Platin ·                                                  | 1.020.000 |

### I’m So Hood
| Land/Region               | Auszeichnungen für Musikverkäufe (Land/Region, Auszeichnung, Verkäufe) | Verkäufe  |
| ------------------------- | ---------------------------------------------------------------------- | --------- |
| Vereinigte Staaten (RIAA) | Gold · + Platin (Mastertone)                                           | 1.500.000 |
| Insgesamt                 | 1× Gold · 1× Platin ·                                                  | 1.500.000 |

### Out Here Grindin
| Land/Region               | Auszeichnungen für Musikverkäufe (Land/Region, Auszeichnung, Verkäufe) | Verkäufe |
| ------------------------- | ---------------------------------------------------------------------- | -------- |
| Kanada (MC)               | Gold                                                                   | 20.000   |
| Vereinigte Staaten (RIAA) | Gold                                                                   | 500.000  |
| Insgesamt                 | 2× Gold ·                                                              | 520.000  |

### All I Do Is Win
| Land/Region                  | Auszeichnungen für Musikverkäufe (Land/Region, Auszeichnung, Verkäufe) | Verkäufe  |
| ---------------------------- | ---------------------------------------------------------------------- | --------- |
| Kanada (MC)                  | Platin                                                                 | 80.000    |
| Neuseeland (RMNZ)            | Platin                                                                 | 30.000    |
| Vereinigte Staaten (RIAA)    | 3× Platin                                                              | 3.000.000 |
| Vereinigtes Königreich (BPI) | Silber                                                                 | 200.000   |
| Insgesamt                    | 1× Silber · 5× Platin ·                                                | 3.310.000 |

### Welcome to My Hood
| Land/Region               | Auszeichnungen für Musikverkäufe (Land/Region, Auszeichnung, Verkäufe) | Verkäufe |
| ------------------------- | ---------------------------------------------------------------------- | -------- |
| Vereinigte Staaten (RIAA) | Gold                                                                   | 500.000  |
| Insgesamt                 | 1× Gold ·                                                              | 500.000  |

### I’m on One
| Land/Region                  | Auszeichnungen für Musikverkäufe (Land/Region, Auszeichnung, Verkäufe) | Verkäufe  |
| ---------------------------- | ---------------------------------------------------------------------- | --------- |
| Brasilien (PMB)              | Gold                                                                   | 30.000    |
| Vereinigte Staaten (RIAA)    | 5× Platin                                                              | 5.000.000 |
| Vereinigtes Königreich (BPI) | Gold                                                                   | 400.000   |
| Insgesamt                    | 2× Gold · 5× Platin ·                                                  | 5.430.000 |

### Take It to the Head
| Land/Region               | Auszeichnungen für Musikverkäufe (Land/Region, Auszeichnung, Verkäufe) | Verkäufe  |
| ------------------------- | ---------------------------------------------------------------------- | --------- |
| Vereinigte Staaten (RIAA) | Platin                                                                 | 1.000.000 |
| Insgesamt                 | 1× Platin ·                                                            | 1.000.000 |

### I Wish You Would
| Land/Region               | Auszeichnungen für Musikverkäufe (Land/Region, Auszeichnung, Verkäufe) | Verkäufe |
| ------------------------- | ---------------------------------------------------------------------- | -------- |
| Vereinigte Staaten (RIAA) | Gold                                                                   | 500.000  |
| Insgesamt                 | 1× Gold ·                                                              | 500.000  |

### Cold
| Land/Region               | Auszeichnungen für Musikverkäufe (Land/Region, Auszeichnung, Verkäufe) | Verkäufe |
| ------------------------- | ---------------------------------------------------------------------- | -------- |
| Vereinigte Staaten (RIAA) | Gold                                                                   | 500.000  |
| Insgesamt                 | 1× Gold ·                                                              | 500.000  |

### No New Friends
| Land/Region               | Auszeichnungen für Musikverkäufe (Land/Region, Auszeichnung, Verkäufe) | Verkäufe  |
| ------------------------- | ---------------------------------------------------------------------- | --------- |
| Vereinigte Staaten (RIAA) | Platin                                                                 | 1.000.000 |
| Insgesamt                 | 1× Platin ·                                                            | 1.000.000 |

### I Wanna Be with You
| Land/Region               | Auszeichnungen für Musikverkäufe (Land/Region, Auszeichnung, Verkäufe) | Verkäufe |
| ------------------------- | ---------------------------------------------------------------------- | -------- |
| Vereinigte Staaten (RIAA) | Gold                                                                   | 500.000  |
| Insgesamt                 | 1× Gold ·                                                              | 500.000  |

### Hold You Down
| Land/Region               | Auszeichnungen für Musikverkäufe (Land/Region, Auszeichnung, Verkäufe) | Verkäufe  |
| ------------------------- | ---------------------------------------------------------------------- | --------- |
| Vereinigte Staaten (RIAA) | Platin                                                                 | 1.000.000 |
| Insgesamt                 | 1× Platin ·                                                            | 1.000.000 |

### How Many Times
| Land/Region               | Auszeichnungen für Musikverkäufe (Land/Region, Auszeichnung, Verkäufe) | Verkäufe |
| ------------------------- | ---------------------------------------------------------------------- | -------- |
| Vereinigte Staaten (RIAA) | Gold                                                                   | 500.000  |
| Insgesamt                 | 1× Gold ·                                                              | 500.000  |

### Gold Slugs
| Land/Region               | Auszeichnungen für Musikverkäufe (Land/Region, Auszeichnung, Verkäufe) | Verkäufe |
| ------------------------- | ---------------------------------------------------------------------- | -------- |
| Australien (ARIA)         | Gold                                                                   | 35.000   |
| Vereinigte Staaten (RIAA) | Gold                                                                   | 500.000  |
| Insgesamt                 | 2× Gold ·                                                              | 535.000  |

### For Free
| Land/Region                  | Auszeichnungen für Musikverkäufe (Land/Region, Auszeichnung, Verkäufe) | Verkäufe  |
| ---------------------------- | ---------------------------------------------------------------------- | --------- |
| Kanada (MC)                  | 2× Platin                                                              | 160.000   |
| Neuseeland (RMNZ)            | Platin                                                                 | 30.000    |
| Vereinigte Staaten (RIAA)    | 4× Platin                                                              | 4.000.000 |
| Vereinigtes Königreich (BPI) | Gold                                                                   | 400.000   |
| Insgesamt                    | 1× Gold · 7× Platin ·                                                  | 4.590.000 |

### I Got the Keys
| Land/Region               | Auszeichnungen für Musikverkäufe (Land/Region, Auszeichnung, Verkäufe) | Verkäufe  |
| ------------------------- | ---------------------------------------------------------------------- | --------- |
| Kanada (MC)               | Platin                                                                 | 80.000    |
| Vereinigte Staaten (RIAA) | Platin                                                                 | 1.000.000 |
| Insgesamt                 | 2× Platin ·                                                            | 1.080.000 |

### Do You Mind
| Land/Region                  | Auszeichnungen für Musikverkäufe (Land/Region, Auszeichnung, Verkäufe) | Verkäufe  |
| ---------------------------- | ---------------------------------------------------------------------- | --------- |
| Australien (ARIA)            | 2× Platin                                                              | 140.000   |
| Brasilien (PMB)              | Gold                                                                   | 30.000    |
| Kanada (MC)                  | Gold                                                                   | 40.000    |
| Neuseeland (RMNZ)            | Platin                                                                 | 30.000    |
| Vereinigte Staaten (RIAA)    | 4× Platin                                                              | 4.000.000 |
| Vereinigtes Königreich (BPI) | Silber                                                                 | 200.000   |
| Insgesamt                    | 1× Silber · 2× Gold · 7× Platin ·                                      | 4.440.000 |

### Shining
| Land/Region                  | Auszeichnungen für Musikverkäufe (Land/Region, Auszeichnung, Verkäufe) | Verkäufe  |
| ---------------------------- | ---------------------------------------------------------------------- | --------- |
| Australien (ARIA)            | Gold                                                                   | 35.000    |
| Kanada (MC)                  | Gold                                                                   | 40.000    |
| Neuseeland (RMNZ)            | Gold                                                                   | 15.000    |
| Vereinigte Staaten (RIAA)    | Platin                                                                 | 1.000.000 |
| Vereinigtes Königreich (BPI) | Silber                                                                 | 200.000   |
| Insgesamt                    | 1× Silber · 3× Gold · 1× Platin ·                                      | 1.290.000 |

### I’m the One
| Land/Region                  | Auszeichnungen für Musikverkäufe (Land/Region, Auszeichnung, Verkäufe) | Verkäufe   |
| ---------------------------- | ---------------------------------------------------------------------- | ---------- |
| Australien (ARIA)            | 8× Platin                                                              | 560.000    |
| Belgien (BRMA)               | Platin                                                                 | 30.000     |
| Brasilien (PMB)              | Diamant                                                                | 160.000    |
| Dänemark (IFPI)              | 2× Platin                                                              | 180.000    |
| Deutschland (BVMI)           | Platin                                                                 | 400.000    |
| Frankreich (SNEP)            | Diamant                                                                | 333.333    |
| Italien (FIMI)               | 2× Platin                                                              | 100.000    |
| Kanada (MC)                  | 7× Platin                                                              | 560.000    |
| Mexiko (AMPROFON)            | 2× Platin                                                              | 120.000    |
| Neuseeland (RMNZ)            | 4× Platin                                                              | 120.000    |
| Norwegen (IFPI)              | 3× Platin                                                              | 180.000    |
| Österreich (IFPI)            | Platin                                                                 | 30.000     |
| Polen (ZPAV)                 | Gold                                                                   | 10.000     |
| Portugal (AFP)               | 2× Platin                                                              | 20.000     |
| Schweden (IFPI)              | 4× Platin                                                              | 160.000    |
| Schweiz (IFPI)               | 2× Platin                                                              | 40.000     |
| Spanien (Promusicae)         | Platin                                                                 | 40.000     |
| Vereinigte Staaten (RIAA)    | 9× Platin                                                              | 9.000.000  |
| Vereinigtes Königreich (BPI) | 2× Platin                                                              | 1.200.000  |
| Insgesamt                    | 1× Gold · 51× Platin · 2× Diamant ·                                    | 13.243.333 |

### To the Max
| Land/Region               | Auszeichnungen für Musikverkäufe (Land/Region, Auszeichnung, Verkäufe) | Verkäufe |
| ------------------------- | ---------------------------------------------------------------------- | -------- |
| Vereinigte Staaten (RIAA) | Gold                                                                   | 500.000  |
| Insgesamt                 | 1× Gold ·                                                              | 500.000  |

### Wild Thoughts
| Land/Region                  | Auszeichnungen für Musikverkäufe (Land/Region, Auszeichnung, Verkäufe) | Verkäufe   |
| ---------------------------- | ---------------------------------------------------------------------- | ---------- |
| Australien (ARIA)            | 7× Platin                                                              | 490.000    |
| Belgien (BRMA)               | Platin                                                                 | 30.000     |
| Brasilien (PMB)              | Diamant                                                                | 160.000    |
| Dänemark (IFPI)              | 2× Platin                                                              | 180.000    |
| Deutschland (BVMI)           | 3× Gold                                                                | 600.000    |
| Frankreich (SNEP)            | Diamant                                                                | 233.333    |
| Italien (FIMI)               | 2× Platin                                                              | 100.000    |
| Kanada (MC)                  | 5× Platin                                                              | 400.000    |
| Mexiko (AMPROFON)            | 3× Gold                                                                | 90.000     |
| Neuseeland (RMNZ)            | 6× Platin                                                              | 180.000    |
| Österreich (IFPI)            | Gold                                                                   | 15.000     |
| Polen (ZPAV)                 | 3× Platin                                                              | 60.000     |
| Portugal (AFP)               | 2× Platin                                                              | 20.000     |
| Schweden (IFPI)              | 3× Platin                                                              | 120.000    |
| Schweiz (IFPI)               | Platin                                                                 | 20.000     |
| Spanien (Promusicae)         | Platin                                                                 | 40.000     |
| Vereinigte Staaten (RIAA)    | 8× Platin                                                              | 8.000.000  |
| Vereinigtes Königreich (BPI) | 3× Platin                                                              | 1.800.000  |
| Insgesamt                    | 3× Gold · 46× Platin · 2× Diamant ·                                    | 12.538.333 |

### Don’t Quit
| Land/Region | Auszeichnungen für Musikverkäufe (Land/Region, Auszeichnung, Verkäufe) | Verkäufe |
| ----------- | ---------------------------------------------------------------------- | -------- |
| Kanada (MC) | Gold                                                                   | 40.000   |
| Insgesamt   | 1× Gold ·                                                              | 40.000   |

### Top Off
| Land/Region               | Auszeichnungen für Musikverkäufe (Land/Region, Auszeichnung, Verkäufe) | Verkäufe |
| ------------------------- | ---------------------------------------------------------------------- | -------- |
| Brasilien (PMB)           | Gold                                                                   | 20.000   |
| Kanada (MC)               | Gold                                                                   | 40.000   |
| Vereinigte Staaten (RIAA) | Gold                                                                   | 500.000  |
| Insgesamt                 | 3× Gold ·                                                              | 560.000  |

### No Brainer
| Land/Region                  | Auszeichnungen für Musikverkäufe (Land/Region, Auszeichnung, Verkäufe) | Verkäufe  |
| ---------------------------- | ---------------------------------------------------------------------- | --------- |
| Australien (ARIA)            | 4× Platin                                                              | 280.000   |
| Brasilien (PMB)              | 3× Platin                                                              | 120.000   |
| Dänemark (IFPI)              | Platin                                                                 | 90.000    |
| Italien (FIMI)               | Gold                                                                   | 25.000    |
| Kanada (MC)                  | 3× Platin                                                              | 240.000   |
| Mexiko (AMPROFON)            | Gold                                                                   | 30.000    |
| Neuseeland (RMNZ)            | 2× Platin                                                              | 60.000    |
| Norwegen (IFPI)              | Platin                                                                 | 60.000    |
| Österreich (IFPI)            | Gold                                                                   | 15.000    |
| Polen (ZPAV)                 | Gold                                                                   | 10.000    |
| Vereinigte Staaten (RIAA)    | 3× Platin                                                              | 3.000.000 |
| Vereinigtes Königreich (BPI) | Platin                                                                 | 600.000   |
| Insgesamt                    | 4× Gold · 18× Platin ·                                                 | 4.530.000 |

### Higher
| Land/Region               | Auszeichnungen für Musikverkäufe (Land/Region, Auszeichnung, Verkäufe) | Verkäufe |
| ------------------------- | ---------------------------------------------------------------------- | -------- |
| Vereinigte Staaten (RIAA) | Gold                                                                   | 500.000  |
| Insgesamt                 | 1× Gold ·                                                              | 500.000  |

### Just Us
| Land/Region               | Auszeichnungen für Musikverkäufe (Land/Region, Auszeichnung, Verkäufe) | Verkäufe  |
| ------------------------- | ---------------------------------------------------------------------- | --------- |
| Australien (ARIA)         | Platin                                                                 | 70.000    |
| Kanada (MC)               | Gold                                                                   | 40.000    |
| Neuseeland (RMNZ)         | Platin                                                                 | 30.000    |
| Vereinigte Staaten (RIAA) | Platin                                                                 | 1.000.000 |
| Insgesamt                 | 1× Gold · 3× Platin ·                                                  | 1.140.000 |

### Greece
| Land/Region                  | Auszeichnungen für Musikverkäufe (Land/Region, Auszeichnung, Verkäufe) | Verkäufe  |
| ---------------------------- | ---------------------------------------------------------------------- | --------- |
| Australien (ARIA)            | Platin                                                                 | 70.000    |
| Brasilien (PMB)              | Gold                                                                   | 20.000    |
| Dänemark (IFPI)              | Gold                                                                   | 45.000    |
| Deutschland (BVMI)           | Gold                                                                   | 200.000   |
| Frankreich (SNEP)            | Gold                                                                   | 100.000   |
| Griechenland (IFPI)          | Platin                                                                 | 20.000    |
| Österreich (IFPI)            | Gold                                                                   | 15.000    |
| Portugal (AFP)               | Gold                                                                   | 5.000     |
| Schweiz (IFPI)               | Gold                                                                   | 10.000    |
| Südafrika (RISA)             | Platin                                                                 | 20.000    |
| Vereinigte Staaten (RIAA)    | 2× Platin                                                              | 2.000.000 |
| Vereinigtes Königreich (BPI) | Platin                                                                 | 600.000   |
| Insgesamt                    | 7× Gold · 6× Platin ·                                                  | 3.105.000 |

### Popstar
| Land/Region                  | Auszeichnungen für Musikverkäufe (Land/Region, Auszeichnung, Verkäufe) | Verkäufe  |
| ---------------------------- | ---------------------------------------------------------------------- | --------- |
| Australien (ARIA)            | 2× Platin                                                              | 140.000   |
| Brasilien (PMB)              | 2× Platin                                                              | 80.000    |
| Dänemark (IFPI)              | Gold                                                                   | 45.000    |
| Frankreich (SNEP)            | Gold                                                                   | 100.000   |
| Griechenland (IFPI)          | Gold                                                                   | 10.000    |
| Italien (FIMI)               | Platin                                                                 | 100.000   |
| Kanada (MC)                  | Platin                                                                 | 80.000    |
| Mexiko (AMPROFON)            | 3× Gold                                                                | 90.000    |
| Neuseeland (RMNZ)            | Gold                                                                   | 15.000    |
| Österreich (IFPI)            | Gold                                                                   | 15.000    |
| Polen (ZPAV)                 | Gold                                                                   | 10.000    |
| Portugal (AFP)               | Platin                                                                 | 10.000    |
| Schweiz (IFPI)               | Gold                                                                   | 10.000    |
| Spanien (Promusicae)         | Gold                                                                   | 30.000    |
| Südafrika (RISA)             | Platin                                                                 | 20.000    |
| Vereinigte Staaten (RIAA)    | 4× Platin                                                              | 4.000.000 |
| Vereinigtes Königreich (BPI) | Gold                                                                   | 400.000   |
| Insgesamt                    | 10× Gold · 13× Platin ·                                                | 5.155.000 |

### Sunshine (The Light)
| Land/Region                  | Auszeichnungen für Musikverkäufe (Land/Region, Auszeichnung, Verkäufe) | Verkäufe |
| ---------------------------- | ---------------------------------------------------------------------- | -------- |
| Vereinigtes Königreich (BPI) | Silber                                                                 | 200.000  |
| Insgesamt                    | 1× Silber ·                                                            | 200.000  |

### Borracho
| Land/Region          | Auszeichnungen für Musikverkäufe (Land/Region, Auszeichnung, Verkäufe) | Verkäufe |
| -------------------- | ---------------------------------------------------------------------- | -------- |
| Spanien (Promusicae) | Gold                                                                   | 30.000   |
| Insgesamt            | 1× Gold ·                                                              | 30.000   |

### Staying Alive
| Land/Region                  | Auszeichnungen für Musikverkäufe (Land/Region, Auszeichnung, Verkäufe) | Verkäufe  |
| ---------------------------- | ---------------------------------------------------------------------- | --------- |
| Kanada (MC)                  | Platin                                                                 | 80.000    |
| Schweiz (IFPI)               | Gold                                                                   | 10.000    |
| Vereinigte Staaten (RIAA)    | Platin                                                                 | 1.000.000 |
| Vereinigtes Königreich (BPI) | Silber                                                                 | 200.000   |
| Insgesamt                    | 1× Silber · 1× Gold · 2× Platin ·                                      | 1.290.000 |

### Big Energy (Remix)
| Land/Region                  | Auszeichnungen für Musikverkäufe (Land/Region, Auszeichnung, Verkäufe) | Verkäufe |
| ---------------------------- | ---------------------------------------------------------------------- | -------- |
| Australien (ARIA)            | 3× Platin                                                              | 210.000  |
| Vereinigtes Königreich (BPI) | Platin                                                                 | 600.000  |
| Insgesamt                    | 4× Platin ·                                                            | 810.000  |

### Dientes
| Land/Region               | Auszeichnungen für Musikverkäufe (Land/Region, Auszeichnung, Verkäufe) | Verkäufe |
| ------------------------- | ---------------------------------------------------------------------- | -------- |
| Vereinigte Staaten (RIAA) | Platin                                                                 | 60.000   |
| Insgesamt                 | 1× Platin ·                                                            | 60.000   |

## Auszeichnungen nach Liedern

### Jealous
| Land/Region               | Auszeichnungen für Musikverkäufe (Land/Region, Auszeichnung, Verkäufe) | Verkäufe |
| ------------------------- | ---------------------------------------------------------------------- | -------- |
| Australien (ARIA)         | Gold                                                                   | 35.000   |
| Vereinigte Staaten (RIAA) | Gold                                                                   | 500.000  |
| Insgesamt                 | 2× Gold ·                                                              | 535.000  |

### Wish Wish
| Land/Region               | Auszeichnungen für Musikverkäufe (Land/Region, Auszeichnung, Verkäufe) | Verkäufe  |
| ------------------------- | ---------------------------------------------------------------------- | --------- |
| Australien (ARIA)         | Gold                                                                   | 35.000    |
| Kanada (MC)               | Gold                                                                   | 40.000    |
| Vereinigte Staaten (RIAA) | 2× Platin                                                              | 2.000.000 |
| Insgesamt                 | 2× Gold · 2× Platin ·                                                  | 2.075.000 |

### Celebrate
| Land/Region               | Auszeichnungen für Musikverkäufe (Land/Region, Auszeichnung, Verkäufe) | Verkäufe |
| ------------------------- | ---------------------------------------------------------------------- | -------- |
| Brasilien (PMB)           | Gold                                                                   | 20.000   |
| Vereinigte Staaten (RIAA) | Gold                                                                   | 500.000  |
| Insgesamt                 | 2× Gold ·                                                              | 520.000  |

### You Stay
| Land/Region               | Auszeichnungen für Musikverkäufe (Land/Region, Auszeichnung, Verkäufe) | Verkäufe  |
| ------------------------- | ---------------------------------------------------------------------- | --------- |
| Vereinigte Staaten (RIAA) | Platin                                                                 | 1.000.000 |
| Insgesamt                 | 1× Platin ·                                                            | 1.000.000 |

### I Did It
| Land/Region               | Auszeichnungen für Musikverkäufe (Land/Region, Auszeichnung, Verkäufe) | Verkäufe |
| ------------------------- | ---------------------------------------------------------------------- | -------- |
| Vereinigte Staaten (RIAA) | Gold                                                                   | 500.000  |
| Insgesamt                 | 1× Gold ·                                                              | 500.000  |

### Every Chance I Get
| Land/Region                  | Auszeichnungen für Musikverkäufe (Land/Region, Auszeichnung, Verkäufe) | Verkäufe  |
| ---------------------------- | ---------------------------------------------------------------------- | --------- |
| Vereinigte Staaten (RIAA)    | 5× Platin                                                              | 5.000.000 |
| Vereinigtes Königreich (BPI) | Silber                                                                 | 200.000   |
| Insgesamt                    | 1× Silber · 5× Platin ·                                                | 5.200.000 |

### Sorry Not Sorry
| Land/Region               | Auszeichnungen für Musikverkäufe (Land/Region, Auszeichnung, Verkäufe) | Verkäufe |
| ------------------------- | ---------------------------------------------------------------------- | -------- |
| Vereinigte Staaten (RIAA) | Gold                                                                   | 500.000  |
| Insgesamt                 | 1× Gold ·                                                              | 500.000  |

### Let It Go
| Land/Region               | Auszeichnungen für Musikverkäufe (Land/Region, Auszeichnung, Verkäufe) | Verkäufe |
| ------------------------- | ---------------------------------------------------------------------- | -------- |
| Vereinigte Staaten (RIAA) | Gold                                                                   | 500.000  |
| Insgesamt                 | 1× Gold ·                                                              | 500.000  |

### God Did
| Land/Region               | Auszeichnungen für Musikverkäufe (Land/Region, Auszeichnung, Verkäufe) | Verkäufe |
| ------------------------- | ---------------------------------------------------------------------- | -------- |
| Vereinigte Staaten (RIAA) | Gold                                                                   | 500.000  |
| Insgesamt                 | 1× Gold ·                                                              | 500.000  |

## Auszeichnungen nach Autorenbeteiligungen

### Don’t Mind(Kent Jones)
| Land/Region                  | Auszeichnungen für Musikverkäufe (Land/Region, Auszeichnung, Verkäufe) | Verkäufe  |
| ---------------------------- | ---------------------------------------------------------------------- | --------- |
| Australien (ARIA)            | Platin                                                                 | 70.000    |
| Belgien (BRMA)               | Gold                                                                   | 15.000    |
| Dänemark (IFPI)              | Platin                                                                 | 90.000    |
| Deutschland (BVMI)           | Gold                                                                   | 200.000   |
| Italien (FIMI)               | Gold                                                                   | 25.000    |
| Kanada (MC)                  | 2× Platin                                                              | 160.000   |
| Mexiko (AMPROFON)            | Gold                                                                   | 30.000    |
| Neuseeland (RMNZ)            | Gold                                                                   | 15.000    |
| Polen (ZPAV)                 | Gold                                                                   | 10.000    |
| Schweden (IFPI)              | Platin                                                                 | 40.000    |
| Schweiz (IFPI)               | Gold                                                                   | 10.000    |
| Vereinigte Staaten (RIAA)    | 2× Platin                                                              | 2.000.000 |
| Vereinigtes Königreich (BPI) | Platin                                                                 | 600.000   |
| Insgesamt                    | 7× Gold · 8× Platin ·                                                  | 3.265.000 |

### Down in the DM(Yo Gotti)
| Land/Region               | Auszeichnungen für Musikverkäufe (Land/Region, Auszeichnung, Verkäufe) | Verkäufe  |
| ------------------------- | ---------------------------------------------------------------------- | --------- |
| Vereinigte Staaten (RIAA) | 3× Platin                                                              | 3.000.000 |
| Insgesamt                 | 3× Platin ·                                                            | 3.000.000 |

## Auszeichnungen nach Musikstreamings

### I’m the One
| Land/Region  | Auszeichnungen für Musikverkäufe (Land/Region, Auszeichnung, Verkäufe) | Verkäufe   |
| ------------ | ---------------------------------------------------------------------- | ---------- |
| Japan (RIAJ) | Gold                                                                   | 50.000.000 |
| Insgesamt    | 1× Gold ·                                                              | 50.000.000 |

## Statistik und Quellen
| Land/RegionAuszeichnungen für Musikverkäufe (Land/Region, Auszeichnungen, Verkäufe, Quellen) | Silber     | Gold       | Platin         | Diamant     | Verkäufe   | Quellen              |
| -------------------------------------------------------------------------------------------- | ---------- | ---------- | -------------- | ----------- | ---------- | -------------------- |
| Australien (ARIA)                                                                            | —          | 4× Gold4   | 29× Platin29   | —           | 2.170.000  | aria.com.au          |
| Belgien (BRMA)                                                                               | —          | Gold1      | 2× Platin2     | —           | 75.000     | ultratop.be          |
| Brasilien (PMB)                                                                              | —          | 7× Gold7   | 6× Platin6     | 2× Diamant2 | 720.000    | pro-musicabr.org.br  |
| Dänemark (IFPI)                                                                              | —          | 2× Gold2   | 7× Platin7     | —           | 650.000    | ifpi.dk              |
| Deutschland (BVMI)                                                                           | —          | 3× Gold3   | 2× Platin2     | —           | 1.400.000  | musikindustrie.de    |
| Frankreich (SNEP)                                                                            | —          | 3× Gold3   | —              | 2× Diamant2 | 716.666    | snepmusique.com      |
| Griechenland (IFPI)                                                                          | —          | Gold1      | Platin1        | —           | 30.000     | Einzelnachweise      |
| Italien (FIMI)                                                                               | —          | 3× Gold3   | 5× Platin5     | —           | 375.000    | fimi.it              |
| Japan (RIAJ)                                                                                 | —          | Gold1      | —              | —           | —          | riaj.or.jp           |
| Kanada (MC)                                                                                  | —          | 11× Gold11 | 24× Platin24   | —           | 2.320.000  | musiccanada.com      |
| Mexiko (AMPROFON)                                                                            | —          | 4× Gold4   | 4× Platin4     | —           | 360.000    | amprofon.com.mx      |
| Neuseeland (RMNZ)                                                                            | —          | 5× Gold5   | 18× Platin18   | —           | 570.000    | radioscope.co.nz NZ2 |
| Norwegen (IFPI)                                                                              | —          | Gold1      | 4× Platin4     | —           | 255.000    | ifpi.no              |
| Österreich (IFPI)                                                                            | —          | 4× Gold4   | Platin1        | —           | 90.000     | ifpi.at              |
| Polen (ZPAV)                                                                                 | —          | 5× Gold5   | 3× Platin3     | —           | 110.000    | olis.pl              |
| Portugal (AFP)                                                                               | —          | Gold1      | 5× Platin5     | —           | 55.000     | Einzelnachweise      |
| Schweden (IFPI)                                                                              | —          | —          | 8× Platin8     | —           | 320.000    | sverigetopplistan.se |
| Schweiz (IFPI)                                                                               | —          | 6× Gold6   | 3× Platin3     | —           | 120.000    | hitparade.ch         |
| Singapur (RIAS)                                                                              | —          | Gold1      | —              | —           | 5.000      | rias.org.sg          |
| Spanien (Promusicae)                                                                         | —          | 2× Gold2   | 2× Platin2     | —           | 140.000    | elportaldemusica.es  |
| Südafrika (RISA)                                                                             | —          | Gold1      | 2× Platin2     | —           | 50.000     | Einzelnachweise      |
| Vereinigte Staaten (RIAA)                                                                    | —          | 21× Gold21 | 69× Platin69   | —           | 79.060.000 | riaa.com             |
| Vereinigtes Königreich (BPI)                                                                 | 8× Silber8 | 3× Gold3   | 9× Platin9     | —           | 7.920.000  | bpi.co.uk            |
| Insgesamt                                                                                    | 8× Silber8 | 90× Gold90 | 204× Platin204 | 4× Diamant4 |            |                      |